# Mami (folklore du Japon)
 (janvier 2025).
La mise en forme du texte ne suit pas les recommandations de Wikipédia : il faut le « wikifier ».
Les points d'amélioration suivants sont les cas les plus fréquents. Le détail des points à revoir est peut-être précisé sur la page de discussion.
- Les titres sont pré-formatés par le logiciel. Ils ne sont ni en capitales, ni en gras.
- Le texte ne doit pas être écrit en capitales (les noms de famille non plus), ni en gras, ni en italique, ni en « petit »…
- Le gras n'est utilisé que pour surligner le titre de l'article dans l'introduction, une seule fois.
- L'italique est rarement utilisé : mots en langue étrangère, titres d'œuvres, noms de bateaux, etc.
- Les citations ne sont pas en italique mais en corps de texte normal. Elles sont entourées par des guillemets français : « et ».
- Les listes à puces sont à éviter, des paragraphes rédigés étant largement préférés. Les tableaux sont à réserver à la présentation de données structurées (résultats, etc.).
- Les appels de note de bas de page (petits chiffres en exposant, introduits par l'outil «  Source ») sont à placer entre la fin de phrase et le point final[comme ça].
- Les liens internes (vers d'autres articles de Wikipédia) sont à choisir avec parcimonie. Créez des liens vers des articles approfondissant le sujet. Les termes génériques sans rapport avec le sujet sont à éviter, ainsi que les répétitions de liens vers un même terme.
- Les liens externes sont à placer uniquement dans une section « Liens externes », à la fin de l'article. Ces liens sont à choisir avec parcimonie suivant les règles définies. Si un lien sert de source à l'article, son insertion dans le texte est à faire par les notes de bas de page.
- La présentation des références doit suivre les conventions bibliographiques. Il est recommandé d'utiliser les modèles {{Ouvrage}}, {{Chapitre}}, {{Article}}, {{Lien web}} et/ou {{Bibliographie}}. Le mode d'édition visuel peut mettre en forme automatiquement les références.
- Insérer une infobox (cadre d'informations à droite) n'est pas obligatoire pour parachever la mise en page.

Pour une aide détaillée, merci de consulter Aide:Wikification.
Si vous pensez que ces points ont été résolus, vous pouvez retirer ce bandeau et améliorer la mise en forme d'un autre article.
Pour les articles homonymes, voir Mami.
Le Mami (猯、魔魅) ou Mi-danuki (猯、猯狸) est une espèce animale issue du folklore japonais.
Le terme mami est un ancien terme japonais utilisé pour désigner des mammifères carnivores de taille moyenne, comme le chien viverrin,  d'autres animaux comme le cerf ou le sanglier, mais plus particulièrement le blaireau japonais. Source de confusions, ce terme sera progressivement relégué au domaine du folklore populaire. Dans le Japon contemporain, mami désigne un yôkai.

## Description
Le mami se caractérise comme un animal carnivore de taille moyenne, dont l’aspect général évoque le tanuki, du mujina ou du chien.
Son pelage est généralement d’une couleur brune claire, devenant plus foncé, voir noir sur le bout des pattes.
Ses membres sont assez courts, il possède une petite queue, de courtes pattes, terminés par cinq doigts. Il se caractérise par un museau effilé, mais plus obtus que celui du tanuki et du mujina, se terminant par un extrêmitée semblable au groin d’un porc.
Il s’agit d’un animal ayant une démarche lente, sourd et craignant l’homme. Il vit avec ses congénères dans les terriers qu’il creuse lui même et peut parfois grimper aux arbres pour aller chercher sa nourriture.
Il est régulièrement chassé par les paysans locaux car sa chair est dite bonne à manger.

## Mentions dans la littérature

### L'identité dumami
Durant une très longue période en Chine, le caractère chinois 猯 a été utilisé pour désigner des animaux ressemblant à des porcs, comme le sanglier, mais surtout le blaireau, en particulier les blaireau-cochon (arctonyx), mais, au Japon, le terme subit quelques modifications et désigne un très grand nombre d'animaux sauvages, le sanglier, mais aussi le cerf ou encore la martre.
Le Nippon yōkai henge goi (日本妖怪変化語彙, « Glossaire Japonais des yōkai et métamorphes ») du folkloriste Iwao Hino, parle du mami comme étant une sorte de tanuki (狸) désigné sous le nom de mi-danuki (猯). Cette classification de l'animal était déjà reprise vers la moitié du XIXe siècle par le naturaliste  Phillipe von Siebold dans fauna japonica, évoquant quelques traits physiques et comportementaux comme le museau obtus, ou encore sa capacité à creuser des terriers et grimper aux arbres pour se nourrir .
Cette dénomination particulière entraîne un certain nombre de confusions : d'autres sources parlent juste d'une manière différente de désigner le chien viverrin, comme c’était le cas dans certaines localités faisant partie de l'actuelle préfecture de Tokyo. Dans le nippo jisho, le premier dictionnaire de langue japonaise vers une langue étrangère, le mami et le tanuki (tanuqi), ont une définition identique, le comparant à l’adive, un ancien nom pour le chacal doré.
Toutefois, dans de nombreuses encyclopédies japonaises, inspirées d'encyclopédies chinoises parues aux alentours du XVIIIe siècle comme le Yamato Honzo (大和本草) écrit en 1709 ou encore le Wakan sanzai zue (和漢三才図会) en 1713, le mami est décrit comme un animal effectivement semblable à un tanuki avec cinq doigts sur chaque patte, d’aspect corpulent et dont la chair grasse est bonne à manger. Une autre édition de l'encyclopédie, le kinmō zui, en parle comme un animal semblable à un chien, au pelage brun clair, a la queue et aux courtes pattes, sourd et craignant l'homme .

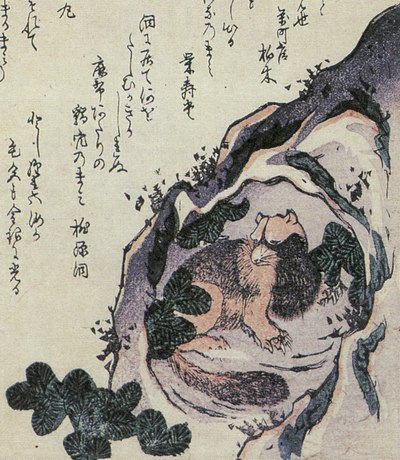
Représentation d’un mami sous les traits d'un chien viverrin dans le Kyoka Hyakumonogatari par Ryusai Kanto.

### Folklore autour dumami
Jusqu’à la fin de la période Édo, dans des localités de l’ouest du Japon, le caractère 猯 désignait également les chiens viverrins capables de métamorphoses (bake-danuki ; 化け狸), sous le nom de mamedanuki , notamment de part la proximité phonologique avec le terme mamitanuki, utilisée avec ce caractère pour désigner le blaireau. Le terme mami écrit avec les caractères 魔魅 peuvent désigner un « envoûtement magique, démoniaque, surnaturel ».  Cette proximité avec le monde du paranormal se retrouve également dans d’autres faits datant de la même période : Certains metteurs en scène de phénomènes de foire malintentionnées faisaient passer le mami, pour une « taupe royale », une forme que prendrait une taupe ayant vécu des milliers d’années.
Dans le troisième volume du Ehon hyaku monogatari (絵本百物語, le livre illustré aux cent récits), le mami est dépeint comme un yōkai qui se transforme en noteppō, un yōkai écureuil-volant aux facultés de vampirisme.
Ce même manuscrit nommait également sous ce caractère 猯, un monstre apparu à Bancho à Edo. Il ressemblait à un sanglier au corps gris, aux yeux étincelants comme des astres et son dos évoquait celui d’un crapaud lorsqu’on le frappait avec un bâton.

## Dans la culture populaire
- Dans la franchise cross-média Pokémon, Zigzaton, désigné comme le pokémon mamedanuki, se transformant en une créature semblable à un blaireau, évoque l'image du mami.